# 狗巻賢二
狗巻 賢二 (いぬまき けんじ、1943年 -2023年1月20日 ) は、日本の画家。大阪府大阪市生まれ。京都教育大学特修美術科彫塑中退（1972年）。2009年、毎日新聞社賞を受賞。現在は京都を拠点に活動する。

## 主な個展
- 2019年「Study Umber…。」ギャラリーヤマキファインアート（神戸）
- 2015年「狗巻賢二-新作展」ギャラリーヤマキファインアート（神戸）
- 2014年「狗巻賢二-新作展」ギャラリーヤマキファインアート（神戸）
- 1999年「個展」村松画廊（東京）
- 1996年「狗巻賢二展－痕跡として形を成す－」INAXギャラリー2（東京）
- 1996年「京都の美術　昨日・きょう・明日18　狗巻賢二の仕事」京都市美術館
- 1987年「狗巻賢二展　いろどる」INAXギャラリー大阪1967「個展」ギャラリー16（京都）

## 主なグループ展
- 2014年「1974：戦後日本美術の転換点　第2部」群馬県立近代美術館
- 2014年「もの派 vs. Support Surface」ギャラリーヤマキファインアート（神戸）
- 2014年「Special Show: 河口龍夫/ 狗巻賢二」ギャラリーヤマキファインアート（神戸）
- 2012年「言葉と美術が繋ぐもの－中原佑介へのオマージュ」ギャラリーヤマキファインアート（神戸）
- 2009年「第23回宇部ビエンナーレ（現代日本彫刻展）」宇部市野外彫刻美術（山口）
- 2005年「もの派－再考」国立国際美術館（大阪）
- 2005年「開館10周年記念 東京府美術館の時代1926-1970」東京都現代美術館
- 2004年「痕跡: 戦後美術における身体と思考」京都国立近代美術館（巡回：東京国立近代美術館）
- 1995年「1970: 物質と知覚 もの派と根源を問う作家たち」岐阜県美術館（巡回：広島市現代美術館・北九州市立美術館・サンテティエンヌ近代美術館、フランス）
- 1984年「現代美術の20年」群馬県立近代美術館
- 1974年「日本: 伝統と現代」デュッセルドルフ市立美術館（デュッセルドルフ、ドイツ）
- 1968年「ニュー・ジオメトリック・グループ展」ギャラリーヤツイ（大阪）、東京セントラル美術館（巡回：オークランド美術館、カリフォルニア、アメリカ［1969］）
- 1968年「京都アンデパンダン展’68」京都市美術館